# Мюррей Килмер, Алина
Алина Мюррей Килмер (англ. Aline Murray Kilmer) (1 августа 1888 года — 1 октября 1941 года) — американская поэтесса, детская писательница, эссеистка, жена и вдова поэта и журналиста Джойса Килмера (1886—1918).

## Биография
Алина Килмер, урождённая Алина Мюррей, появилась на свет 1 августа 1888 года в городе Норфолке, Вирджиния. 
Она была дочерью поэтессы Ады Фостер Мюррей и Кентона С. Мюррей (сконч. 1895) — редактора газеты Норфолк Ориентир. Повторно Ада Фостер Мюррей вышла замуж 22 февраля 1900 года в Метачене, Нью-Джерси за Генри Миллс Олдена. 
Генри был главным редактором журнала Harper. 
Он стал отчимом Алины.
Алина получила образование в гимназии-колледже Ратгерса (ныне подготовительная школа Рутгерса) в Нью-Брансуик, Нью-Джерси и в школе Вейле-Дин в Элизабет, Нью-Джерси. 
Последнее учреждение она окончила в 1908 году.
9 июня 1908 года, после окончания университета в Нью-Йорке, вышла замуж за Альфред Джойс Килмер. Супружеская пара имела пять детей: Кентон Синклер Килмер (1909—1995), Роза Килбурн Килмер (1912—1917), Дебора Клэнтона Килмер (1914—1999), Майкл Бэрри Килмер (1916—1927) и Кристофер Килмер (1917—1984).
Их дочь Роуз вскоре после рождения заболела полиомиелитом, что стало причиной обращения Алины Джойс к католической церкви. Незадолго до Первой мировой войны Роуз умерла. 
Во время войны её муж был убит в бою во Второй битве на Марне 
Несколько лет спустя её второй сын, Майкл, который был похож на мать внешне и характером, также умер..
После смерти Джойса Килмер писала и публиковала детские стихи.
Алина Килмер скончалась 1 октября 1941 года в своём доме «Уайтхолл» (Стилуотер, Нью-Джерси) после трёх лет борьбы с тяжёлой болезнью. Похоронена на католическом кладбище Сент-Джозеф в Ньютоне (Нью-Джерси).

## Работы
- 1919: Свечи, которые горят (поэзия)
- 1921: Бдения (поэзия)
- 1923: Охота власяницу и другие духовные события (эссе) ISBN 0-8369-2697-8
- 1925: Дочь Бедного короля дочь и другие стихи (поэзия)
- 1927: Эмми, Ники и Грэг (детская книга)
- 1929: Часть лета (детская книга)
- 1929: Избранные стихи (поэзия)

## Внешние ссылки
- Joyce Kilmer (1886 ~ 1918) ~ Author of Trees and Other Poems
- Письма к Джойс и Алине Килмер в спецфонде библиотеки Университета штата Делавэр.
- Избранные стихотворения Алины Мюррей Килмер из Университета Торонто
- Работы об Алине Мюррей Килмер в Интернет-архиве
- Работы Эйлин Мюррей Килмер в Бэкон (общественное достояние, аудиокниги)